# 金子定一
金子 定一（かねこ ていいち、1885年（明治18年）6月3日 - 1960年（昭和35年）4月30日）は、日本の陸軍軍人、政治家。最終階級は陸軍少将。衆議院議員（1期）。

## 経歴
岩手県盛岡市出身。1907年に陸軍士官学校（19期）を、1915年に陸軍大学校（27期）を卒業する。第八師団、支那駐屯軍などの各参謀、参謀本部員、金沢連隊区司令官、陸軍大学校教官などを歴任し、1936年に陸軍少将に累進し、予備役となる。予備役編入後は満州国中央警察学校講師、新京実務学院、同女子実務学院各校長、満州国蒙政部嘱託、同協和会中央委員となる。1942年の翼賛選挙では岩手2区（当時）から翼賛政治体制協議会の推薦を受けて当選した。
戦後、推薦議員のため公職追放となった。

## 栄典
位階
- 1931年（昭和6年）9月15日 - 従五位[5]

勲章等
- 1940年（昭和15年）8月15日 - 紀元二千六百年祝典記念章[6]

外国勲章佩用允許
- 1944年（昭和19年）6月23日 - 満州国：勲二位柱国章[7]

## 伝記
- 小野寺永幸『東アジア風雲の明星秘録・金子定一の生涯：五族共和を目指して』東北史学研究所、2009年。

## 著作
- 『日本民族の大陸還元』千倉書房、1939年。